# Мерхотепра Ини
Мерхотепра Ини — фараон Древнего Египта, правивший приблизительно в  1658 — 1655 годах до н. э. Представитель XIII династии (Второй переходный период).
Согласно Туринскому папирусу, Мерхотепра был следующим царём в списке после Мернеферра Эйе и правил 2 года 2 месяца и 9 дней. Вторым его именем было Ини. Он также упомянут в Карнакском списке, на плите, обнаруженной в Абидосе, и на скарабее, хранящемся в Лувре. Вероятно, его можно отождествить с Мерхотепра Себекхотепом, статуя которого была найдена в Карнаке.
Согласно карнакской Юридической стеле, современником Мерхотепра Ини был дед чиновника, который жил при фараоне Небирирау I.
- Рисунок Флиндерса Питри, изображающий скарабей фараона Мерхотепра Ини. Музей египетской археологии Питри
- Стела из известняка с изображением фараона Мерхотепра (справа), поклоняющегося богу Анубису. Было два известных фараона по имени Мерхотепра, и невозможно определить, кто изображен здесь. Найдена в Абидосе. Каирский музей, CG 20044

### Имена Мерхотепра Ини
Его тронным именем было Мерхотепра, «Возлюбленный, умиротворяющий бога солнца», а личным именем — Ини.
| nswt&bity |

| nswt&bity |

| N5 · U7 | R4 · X1 · Q3 |

| N5 · U7 | R4 · X1 · Q3 |

| N5 · U7 | R4 · X1 · Q3 |

| N5 · U7 | R4 · X1 · Q3 |

| N5 · U7 | R4 · X1 · Q3 |

| N5 · U7 | R4 · X1 · Q3 |

| N5 · U7 | R4 · X1 · Q3 |

| N5 · U7 | R4 · X1 · Q3 |

| G39 | N5 |

| G39 | N5 |

| M17 | A2 | N35 · A1s |

| M17 | A2 | N35 · A1s |

| M17 | A2 | N35 · A1s |

| M17 | A2 | N35 · A1s |

| M17 | A2 | N35 · A1s |

| M17 | A2 | N35 · A1s |

| M17 | A2 | N35 · A1s |

| M17 | A2 | N35 · A1s |

| I4 | R4 · X1 · Q3 |

| I4 | R4 · X1 · Q3 |

| I4 | R4 · X1 · Q3 |

| I4 | R4 · X1 · Q3 |

| I4 | R4 · X1 · Q3 |

| I4 | R4 · X1 · Q3 |

| I4 | R4 · X1 · Q3 |

| I4 | R4 · X1 · Q3 |